# Піщаниця
Піща́ниця — село в Україні, в Коростенському районі Житомирської області. Входить до складу Овруцької міської громади. Населення становить 734 осіб.

## Географія
Селом протікає річка Безіменна.

## Історія
У 1906 році село Покалівської волості Овруцького повіту Волинської губернії. Відстань від повітового міста 8 верст, від волості 7. Дворів 121, мешканців 581.

## Відомі люди
- Барановський Валентин Дмитрович (*1 травня 1944) — український геодезист, фотограмметрист, кандидат технічних наук, доцент географічного факультету Київського національного університету імені Тараса Шевченка.
- Чміль Ганна Павлівна — організатор кіновиробництва.
- Грищук Руслан Валентинович (28 жовтня 1981 р.) — професор (2018 р.), доктор технічних наук (2013 р.) , заслужений діяч науки і техніки України (2020 р.)[1], лауреат Національної премії України імені Бориса Патона (2024 р.)[2] [3]. Лауреат Почесної грамоти Кабінету Міністрів України (2011 р.), лауреат Премії Кабінету Міністрів України за особливі досягнення молоді в розбудові України за 2013 рік у номінації «За наукові досягнення», лауреат грамоти Президії Національної академії наук України (2010 р.), переможець Всеармійського конкурсу «Кращий винахід року» (2014 р., 2018 р.). Експерт Наукової ради Міністерства освіти і науки України за напрямком секції 2 “Інформатика та кібернетика” (2019 р.). Член науково-технічної ради Міністерства освіти і науки України з питань формування та виконання державного замовлення на найважливіші науково-технічні (експериментальні) розробки та науково-технічну продукцію (наказ МОН України від 06.09.2024 №1267).  Заступник голови спеціалізованої вченої ради К 14.719.01 (з 16.12.2019 р. - голова спеціалізованої вченої ради[4]), член спеціалізованих вчених рад Д 26.861.06[5] та Д 26.185.02 з технічних наук , голова та член спеціалізованої вченої ради Д 26.702.01 з військових наук (2023-2024 рр.). Вчений в галузі інформаційної та кібернетичної безпеки. Полковник Збройних Сил України, учасник російсько-української війни. Кавалер Лицарського хреста.